# Lupión
Lupión là một đô thị tại tỉnh Jaén ở phía tây của cộng đồng tự trị Andalusia, phía nam Tây Ban Nha. Đô thị này có diện tích là 24,33 ki-lô-mét vuông, dân số năm 2009 là 981 người với mật độ 40,32 người/km². Đô thị này có cự ly 47 km so với Jaén.